# Primitiva Marcos Martín
Primitiva Marcos Martín (Palacios de la Sierra, 1911 – ¿?) fue una maestra española represaliada por su  afiliación a la Unión General de Trabajadores (UGT).

## Trayectoria
Ejerció como Maestra interina en la Escuela Nacional de Hornes en el municipio de Valle de Mena en Burgos.
Estaba afiliada a la Federación Española de Trabajadores de la Enseñanza de la UGT. Al triunfar el golpe de Estado de julio de 1936 fue detenida en su pueblo, Palacios de la Sierra y encarcelada en la prisión Provincial de Santa Águeda el 29 de agosto.  En dicha prisión coincidió con su madre. Fue condenada a 6 años y 1 día de prisión mayor por un delito de inducción a la rebelión en Consejo de Guerra celebrado el 8 de octubre de 1938. Cumplió parte de su condena en la prisión de Saturrarán. Fue puesta en libertad atenuada el 29 de julio de 1938 a causa de una afección pulmonar.
El Tribunal de Responsabilidades Políticas de Burgos la incoó expediente en diciembre de 1939. El anuncio apareció en el BOE en enero de 1940. Ante el Tribunal alegó que perteneció en 1933 a la Federación de Trabajadores de la Enseñanza ya que este defendía a los maestros interinos. Negó que hiciera levantar el puño a los niños y cantar la Internacional y pedía el testimonio de sus alumnos. Además los testigos que la denunciaron no se presentaron a juicio. El tribunal la sancionó con 500 pesetas en 1940 como responsable político a pesar de que declaró que parte de la herencia fue gastada para pagar los gastos de su carrera y que poseía bienes por valor de 68,50 pesetas y ser deudora de 2.000 pesetas por gastos de manutención. A propuesta de la comisión depuradora provincial del magisterio se la inhabilitó para el desempeño de escuela durante 2 años.
En su expediente se reseñaba su asistencia a una manifestación vestida con una blusa roja.
Desde marzo de 1946 regentó la escuela unitaria de niñas de Moncalvillo. El Gobernador Civil recibió denuncias de este pueblo, posiblemente del cura, por su «conducta en contra del régimen y de la Iglesia». El Delegado de Educación la cesó el 1 de noviembre de 1947. No volvió a ejercer en la enseñanza pública.

## Legado
La novela Amaranto y gris de Carlos de la Sierra recrea la vida de cuatro mujeres en el Burgos republicano, cuyas vidas se ven marcadas por la sublevación militar de 1936 y la posterior dictadura franquista. La protagonista, Lucía, refleja la vida de Primitiva Marcos Martín.